# Saucony
A Saucony egy sportcipőket és sportruházati termékeket gyártó amerikai vállalat, melyet 1898-ban alapítottak. 1968-ban megvette egy másik lábbelikkel foglalkozó vállalat, az A.R. Hyde and Sons, melynek a 20. század végére a legerősebb márkájává vált, és 1998-ban felvette a leányvállalatának nevét (azóta Saucony Inc.). A Saucony jelenleg (2024) a Wolverine World Wide tulajdonában áll. A cég sportcipőket, kabátokat, kapucnis pulóvereket, pólókat, melegítőnadrágokat, rövidnadrágokat és zoknikat kínál, a kiegészítő termékei között kalapok és hátizsákok is vannak. A vállalat versenyzéshez készített futócipők népszerű gyártója, készít szeges cipőket és terepfutócipőket.

## Története

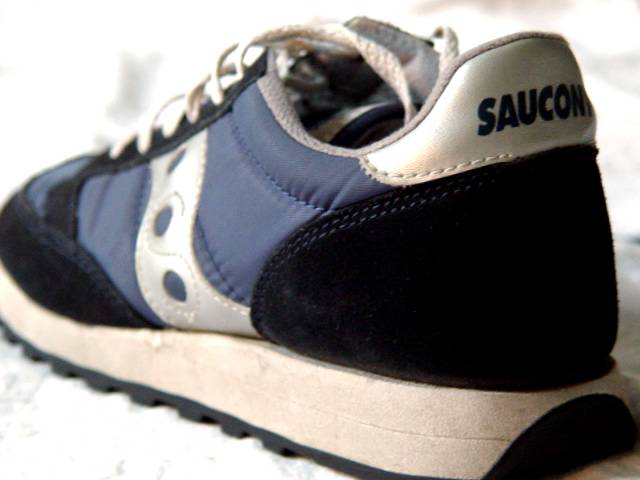
Saucony Jazz edzőcipő

A Saucony Shoe Manufacturing Company 1898-ban jött létre a pennsylvaniai Kutztownban, ahol az első gyára létesült. Alapítói William A. Donmoyer, Thomas S. Levan, Walter C. C. Snyder és Benjamin F. Reider üzletemberek voltak. A vállalat a nevét az őslakosok nyelvén „gyors folyású folyó” jelentéssel bíró „Saucon” patak után kapta, mely az eredeti, kutztowni gyár közelében folyt. A logóban szereplő hullám a patak állandó folyására, a benne lévő három pont a patak apálymedrének vándorköveire utal.
A fenti vállalattól függetlenül 1910-ben egy orosz emigráns, Abraham R. Hyde alapított egy cipőgyárat A.R. Hyde and Sons névvel a massachusetts-i Cambridge-ben. A cipész Hyde 1890-ben érkezett az USÁ-ba és kezdetben egy mosodában bérelt helyet, ahol padlóburkolatok és ruhadarabok maradványaiból gyártott lábbeliket nők és gyerekek számára, melyek nagy népszerűségnek örvendtek. Innen a cambridge-i házba áttelepülve alapította meg a saját cégét.
1932-ben Hyde jégkorcsolyák készítésével bővítette a kínálatát, melyek a Pleasure Skates nevet kapták. Ezek voltak az első olyan modelljei, melyek kifejezetten egy sportág számára voltak kifejlesztve. 1938-ban a Hyde Athletic már baseball- és bowling-cipőket, valamint görkorcsolyákat is a piacra dobott. A második világháború alatt 1942-től az amerikai hadsereg számára gyártott csizmákat. 1952-ben megvette az Illinois Athletic Shoe Company-t, a Spot-Bilt atlétikai cipők gyártóját. A cég számára 1963 meghatározó év volt, mivel az első amerikai űrsétát egy a Hyde által gyártott lábbeliben teljesítette egy űrhajós.
1968. június 13-án Hyde olyan megegyezést kötött, miszerint megveszi a Saucony-t. A szerződés 1968. október 24.én köttetett meg.
A Runner’s World magazin 1979-ben a Saucony két modelljét is a legjobb tíz futócipő közé sorolta, közülük a Saucony Hornet a „legjobb érték” (Best Quality Award) kitüntetést kapta. A rákövetkező tavasszal hússzorosára nőtt a kereslet a modell iránt. A Trainer 80 modellt 1980-ban dobta piacra a Saucony, mely az első csúszásgátló talpú futócipő volt a piacon. Röviddel ezután jelent meg a Jazz, mely a korának technikailag legmodernebb futócipője volt. Ennél a cipőnél jelent meg a Saucony cipőkre azóta jellemző forma. Az 1980-as évek végére a Saucony lett a Hyde meghatározó márkája.
Az 1990-es évek elején mutatták be a Shadow 6000 modellt, aminél a középtalp kombináltan egy EVA és egy PU anyagokból készült rétegből tevődött össze, és amivel maximális csillapítást és kényelmet értek el. Ezzel egyidőben vezette be a Saucony a Grid-rendszert, az első olyan csillapítási rendszert, ami a csillapítást a stabilitással egyesítette. Ekkorra a Hyde cipőeladásainak háromnegyedét a Saucony tette ki, annak ellenére is, hogy a futócipőkből származó bevételek az előző öt év során erősen visszaestek (55 millió dollárról 36 millióra). 1992-ben a Consumer Reports összeállításában a Jazz 3000 modellt a legjobb vételként (Best Buy) tüntette ki, aminek következtében a cég részvényeinek értéke a következő hónapok során megduplázódott, hasonlóan a sportcipők amerikai piacán való részesedéséhez, ami 6,6%-ra nőtt.
A ’90-es évek közepén a Saucony és a New Balance cipőgyártók ellen a Made in USA szlogen jogtalan használata miatt indítottak a hatóságok eljárást. A vállalatok kritizálták a hatóságok általuk már elavultnak ítélt sztenderdjeit, viszont míg a New Balance perre kelt az ügy miatt, addig a Saucony megegyezett annyiban, hogy a még raktáron lévő készleteit a Made in USA felirattal még szabadon értékesítheti, utána azonban eltekint ennek használatától.
A Saucony létrejöttének valódi dátuma 1998, mikor a Hyde Athletic Industries, Inc. a nevét hivatalosan is Saucony, Inc.-re változtatta. Ekkorra már a cégcsoport által forgalmazott lábbelik 85%-át a Saucony termékei tették ki.
A 21. században különösen a Grid Sinister és a ProGrid Paramount szériáknál alkalmazott Flexion-Plate-technológia érdemel említést. A Flexion-Plate-technológia elnyerte az International Best Innovation Award kitüntetést. 2009-ben a Saucony további kitüntetéseket nyert el: a ProGrid Stabil CS a Best Update, a ProGrid Echelon a Best Debut, és a ProGrid Omni 8 az Editor’s Choice Award kitüntetésben részesült.
2005-ben a Saucony-t 170 millió dollárért megvette a lexingtoni illetőségű Stride Rite Corporation, a Stride Rite-ot 2007-ben pedig 800 millió dollárért a Payless ShoeSource szerezte meg. Az így létrejött új vállalat a Collective Brands nevet kapta. 2012-ben a Collective Brands’ Performance Lifestyle Group – mely csoportba a Saucony is beletartozott a Keds-szel, a Stride Rite-tal és a Sperry Top-Siderrel – a Wolverine World Wide birtokába került 1,23 milliárd dollár ellenében, amihez hozzátartozott a Payless ShoeSources és a Collective Licensing International eladása is a Blum Capital és Golden Gate Capital magánbefektetői csoportosulásoknak. 2016-ban a Wolverine World Wide a Saucony-t más Boston környékén lévő márkáival együtt áttelepítette az új régiós központjába, a szintén massachusetts-i Waltham városába. A Wolverine a kínai Xtep-pel hozott létre egy vegyesvállalatot a Saucony és a Merrell márkák termékeinek Kínai Népköztársaságban, Hongkongban és Makaóban való forgalmazására. A Wolverine a lábbelijeinek nagyobb részét Kelet-Ázsiában és Dél-Amerikában készítteti el a gyártást végző harmadik felek bevonásával.

## Lábbelik

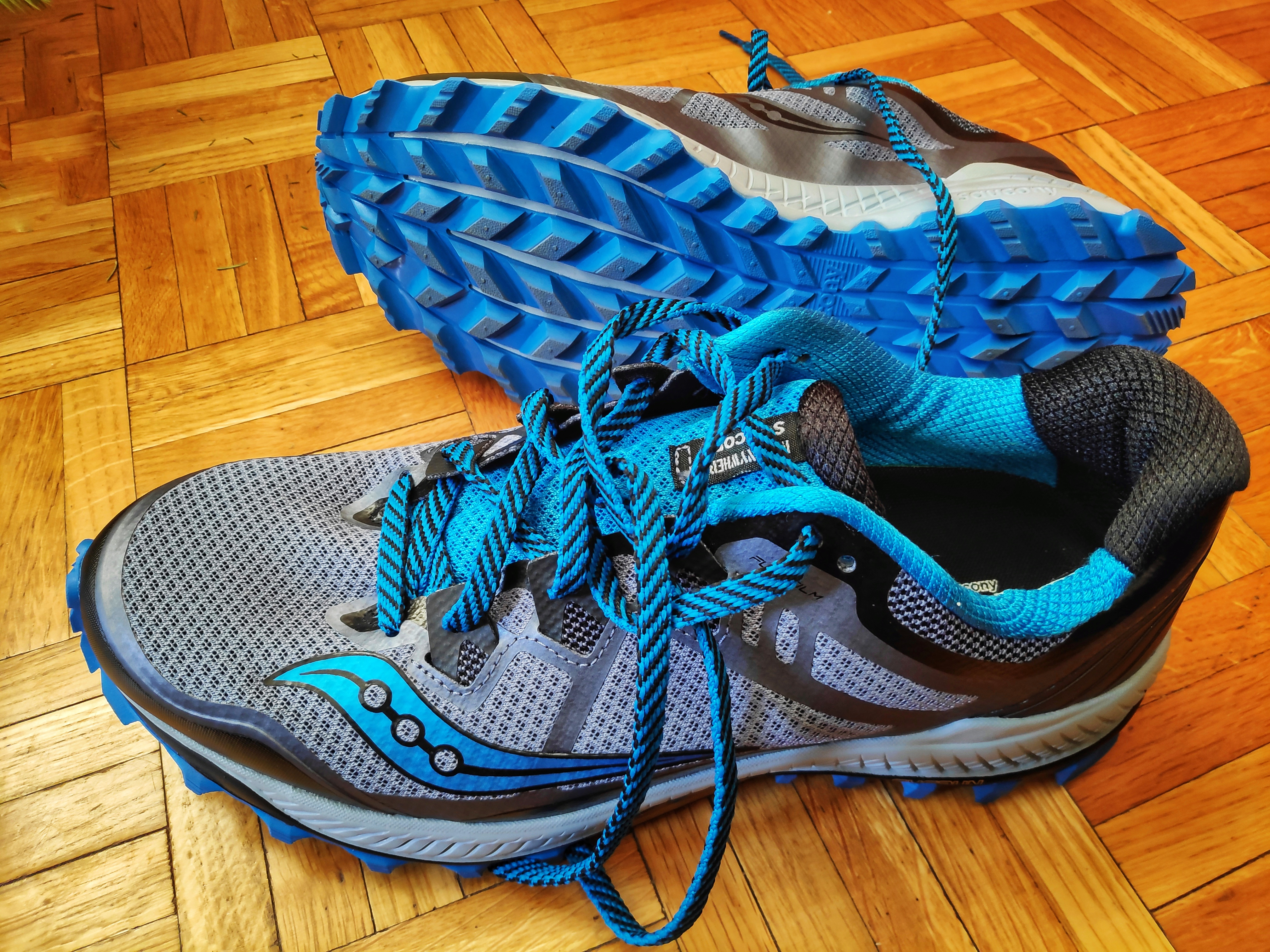
Saucony Peregrine 8 terepfutó cipő

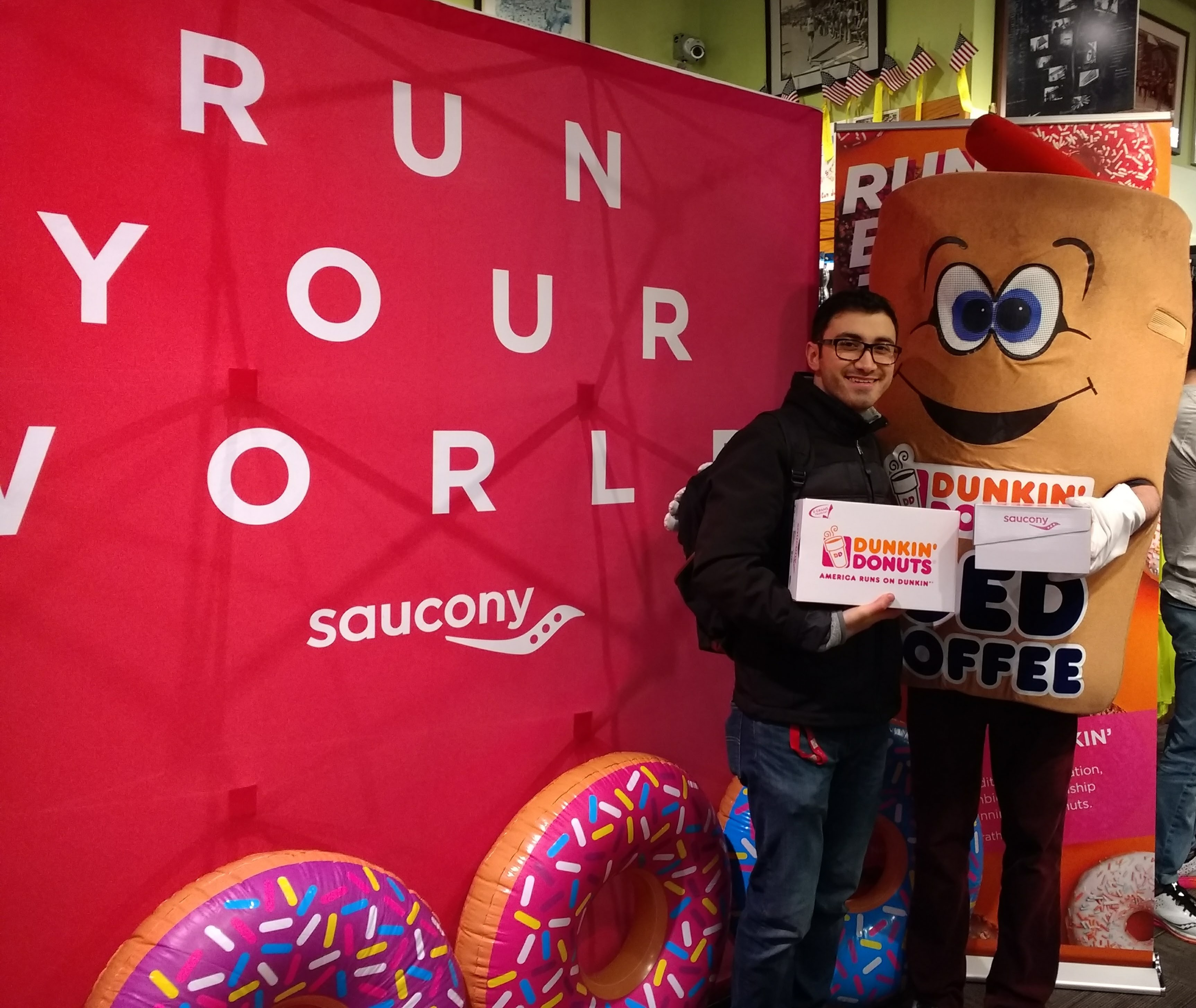
Cipő a fánkos dobozban

A vállalat futáshoz, terepfutáshoz, versenyzéshez, gyalogláshoz kínál cipőket, melyek elkészítéséhez az aktivitásnak megfelelő speciális technológiákat használ fel. Készítenek a futók lábméretét, futásfajtáját, lábboltozatát és pronációját fókuszba állító cipőket is.
2018. április 3-án a Saucony összeállt a szintén massachusetts-i fánk- és kávékészítő Dunkin’ Donuts-cal egy fánk témájú, fagyasztott eperre utaló futócipővel a 122. Boston Marathon alkalmából. A Saucony X Dunkin’ Kinvara 9 fánkos dobozban volt kapható. A cipő felső részének sarkát (az epres fánkra utalva) egy rózsaszín-narancssárga félkörív díszítette, rajta a fánkra szórt tarka dekorációs cukorkák mintázatával. A cipőgyártó 2019 márciusában a Kinvara 10 szériából is piacra dobott egy Dunkin’ témájú futócipőt.

## Originals
Az Originals a Saucony hagyatékát felölelő kollekció, melybe ismét a piacra dobott korábbi stílusú cipők tartoznak, új anyagok felhasználásával és új színekben. Olyan modellek tartoznak ide, mint a Shadow, a Jazz és a Hornet, melyek közül az utóbbi számít a márka legnagyobb példányszámban eladott cipőjének.

## Jelentősebb eredmények
- 1983-ban az új-zélandi Rod Dixon Saucony-cipőkben versenyezve nyerte meg a New York Marathont minden idők egyik legszorosabb befutóján.
- 1985-ben Lisa Weidenbach a 89. Boston Marathon során szerezte meg az első helyet a Saucony szponzoráltjaként.
- 1994-ben Greg Welch Saucony-atléta nyerte meg az Ironman World Triatlont a Hawaii-szigeteken lévő Konában.

## Szponzoráció
A vállalat számos sportolót szponzorált, köztük Molly Huddle, Laura Thweatt és Jared Ward amerikai hosszútávfutókat.
2010-től 2011-ig a Saucony volt Challenge Roth hivatalos szponzora. A hirdetések és klasszikus reklámtáblákon túl a cég például egy limitált szériás különkiadású cipőt is megjelentetett ekkor. 2019-ben a Saucony volt a Köln Marathon szponzora, aminek keretében a Kinvara 7 modell limitált szériás különkiadásban is megjelentették „Kinvara Köln” névvel.

## Érdekesség
- A Saucony cipődobozain korábban a „sock on knee” (zokni a térden) frázis szerepelt, ami a márkanév helyes kiejtésének felel meg.[14]

## Fordítás
- Ez a szócikk részben vagy egészben  a   Saucony című angol Wikipédia-szócikk ezen változatának fordításán alapul.  Az eredeti cikk szerkesztőit annak laptörténete sorolja fel. Ez a jelzés csupán a megfogalmazás eredetét és a szerzői jogokat jelzi, nem szolgál a cikkben szereplő információk forrásmegjelöléseként.
- Ez a szócikk részben vagy egészben  a   Saucony című német Wikipédia-szócikk ezen változatának fordításán alapul.  Az eredeti cikk szerkesztőit annak laptörténete sorolja fel. Ez a jelzés csupán a megfogalmazás eredetét és a szerzői jogokat jelzi, nem szolgál a cikkben szereplő információk forrásmegjelöléseként.